# Stilobezzia bulla
Stilobezzia bulla är en tvåvingeart som beskrevs av Thomsen 1935. Stilobezzia bulla ingår i släktet Stilobezzia och familjen svidknott. Inga underarter finns listade i Catalogue of Life.